# Bataille de Chéronée (86 av. J.-C.)
Pour les articles homonymes, voir Bataille de Chéronée.
Première guerre de Mithridate
La bataille de Chéronée, en 86 av. J.-C., est la première victoire majeure de Sylla contre l'armée du Pont en Grèce durant la Première guerre de Mithridate.

## Contexte historique
L’expansion du roi du Pont Mithridate VI menace les alliés de Rome en Grèce et en Asie. Après le massacre des commerçants et publicains romains installés dans ces régions lors des Vêpres asiatiques en 88 av. J.-C., la guerre contre Mithridate est déclarée. À Rome, l'attribution de la responsabilité de conduire cette guerre provoque une guerre civile entre les partisans de Marius et ceux du consul Sylla. Sylla débarque en Grèce en 87 av. J.-C. avec six légions et obtient le ralliement de nombreuses cités grecques, à l'exception d'Athènes.  
Après la prise et le sac d'Athènes le 1er mars 86 av. J.-C. par les Romains, Sylla contraint le général pontique Archélaos à évacuer Le Pirée et à rejoindre la Macédoine où il prend le commandement d'une nouvelle armée. Archélaos conduit alors cette armée à travers la Thessalie jusqu'en Béotie où elle rencontre celle de Sylla, venant d'Attique, au cours de l'été 86,.

## Sources
Tite-Live dans ses Periochae se réduit à un bilan de 100 000 ennemis tués. Plutarque, dans la Vie de Sylla, et Appien, dans l'Histoire romaine, développent le passage décrivant ces batailles ; ce qui se conçoit car Sylla en retira une grande gloire et son retour triomphant à Rome ne put que le confirmer. Plutarque est natif de Chéronée, il connaissait donc la région bien mieux qu’Appien, et il déclare avoir lu le livre X des Mémoires rédigées par Sylla

## Concentration des armées
Après avoir décrit la prise d’Athènes et de son port par Sylla, Plutarque parle de l’arrivée de Taxilus, qui « descendit de Thrace et de Macédoine avec 100 000 fantassins, 10 000 cavaliers et 90 chars munis de faux ». Cette armée est hétéroclite, et regroupe des contingents divers : Thraces, Pontiques, Scythes, Cappadociens, Bithyniens, Phrygiens et d'autres unités fournies par les régions nouvellement conquises par Mithridate. Chaque a son armement, ses modes de combat et ses officiers. De plus selon Plutarque, 15 000 esclaves ont été affranchis pour être enrôlés dans l'infanterie lourde pontique. Après son repli depuis le Pirée et son débarquement à Chalcis, Archélaos  rejoint Taxilus et prend le commandement de l’armée pontique, mais Plutarque ne mentionne pas le lieu de rencontre, à l’inverse d’Appien, qui cite les Thermopyles.
Sylla et Lucius Hortensius à la tête de 6 000 hommes de renfort se rejoignent dans la région de Daulis, puis occupent la colline que Plutarque désigne comme s’appelant Philoboiotos (16) et étant fertile et boisée. Les forces romaines restent en très nette infériorité numérique, Sylla refuse donc l'affrontement et laisse ses soldats cloîtrés dans leur camp. Dans l’attente d’un combat qui ne vient pas, les Pontiques se dispersent et pillent Panopè et Lebadée (actuelle Livadiá). Panopè se trouve à l’ouest de la ville de Chéronée, et Lebadée au sud. Plutarque cite le pillage de l’oracle de Lébadée. Les Romains s'emparent de la forteresse en ruine de Parapotamies qui contrôle le passage entre les plaines d'Élatée et de Chéronée, devançant un détachement d'élite d'Archélaos lancé sur le même objectif stratégique. Puis ils prennent la ville de Chéronée, forçant 3 000 pontiques à se replier sur Thourion,.
« 
«Il franchit l’Assos (rivière se jetant dans le Céphise) et, s’avançant jusqu’au pied de l’Hédylion, il campa près d’Archélaos, qui s’était couvert d’un solide retranchement entre l’Acontion et l’Hédylion près du lieu appelé Assies. »

## Déroulement de la bataille
Sylla choisit d'engager la bataille rangée dans la plaine de Chéronée, terrain dont la pente lui paraît favorable, tandis qu'Archélaos a son camp dans un terrain accidenté, susceptible de gêner ses mouvements de déploiement ou de repli. Pour prémunir son camp d'une attaque depuis la plaine d'Élatée, Sylla fait creuser un fossé rempli des eaux du Céphise et charge Licinius Murena de retarder le passage de ce fleuve par les pontiques. Puis il prépare l'attaque du mont Thourion (en), point stratégique contrôlant une partie de la plaine de Chéronée qui pourrait entraver son repli éventuel. Deux Chéronéens originaires de Thourion indiquent comment atteindre une plate-forme dominant la citadelle et obliger par une pluie de projectiles l'évacuation de ses occupants. Un détachement romain guidé par les Chéronéens déloge les occupants qui sont ensuite massacrés dans leur fuite par les troupes de Murena, apparemment sans aucune perte ou presque pour Sylla. Les rares rescapés rejoignent en désordre les rangs pontiques, et provoquent affolement et désorganisation,. Les noms des deux Chéronéens, Anaxidamos et Homoloïchos, figurent gravés sur le trophée que Sylla fait ériger pour célébrer sa victoire. Pendant cet engagement, Sylla fait ranger son armée en ordre de bataille dans la plaine de Chéronée, laissant des cohortes sur les hauteurs en arrière, comme réserve et pour se prémunir contre tout mouvement de contournement de l'ennemi. À la déroute des défenseurs du Thourion s’ensuivit la bataille, qui vit, grâce à « la prudence de Sylla et de l’irréflexion d’Archélaos », la victoire éclatante du premier.
Devant le déploiement des forces de Sylla, pourtant inférieures en nombre, Archélaos fait l’erreur de faire sortir ses troupes en urgence de son camp retranché pour les mettre ses phalanges en ordre de bataille, ce qui se fait non sans mal en raison du terrain irrégulier. Selon Appien, il eut mieux valu pour lui qu’il se défendît depuis son camp, aidé par les accidents du terrain qui précipitèrent sa défaite.
Ce qui suit alors diffère légèrement entre les deux historiens. Plutarque soutient que les troupes de Sylla s'avancèrent et parcoururent la distance les séparant de leurs adversaires, empêchant ainsi la course d'élan nécessaire aux chars à faux. Appien, lui, mentionne une charge des chars à faux, qui échoue grâce à l’articulation souple des troupes romaines, qui ouvrent les rangs pour les laisser passer, puis les encerclent et les criblent de javelots,, puis une charge de la cavalerie pontique, qui coupe la ligne romaine en deux. On peut conjecturer que la cavalerie agit effectivement, et que Plutarque ait omis de le mentionner. Plutarque fait alors intervenir les infanteries qui « en vinrent aux mains », alors qu’Appien mentionne un mouvement de la cavalerie romaine. Toutefois, ces détails, et les quelques différences entre les deux récits, peuvent provenir d’une interprétation différente de leurs sources, ou tout simplement de la pluralité des sources.
Mais les deux historiens sont d’accord sur la base du déroulement de la bataille : les Pontiques sont mis en déroute et repoussés en désordre sur leur camp, dont Archélaos fait fermer les portes pour les obliger à se battre, ce qui a pour effet d’en faire massacrer un plus grand nombre encore, avant que les rescapés obtiennent l'ouverture des portes. Elles sont bientôt franchies par les Romains qui s'emparent du camp. Archelaos s'enfuit vers Chalcis avec les 10 000 hommes qui subsistaient sur les 120 000 de sa grande armée. Selon Appien, seuls quinze Romains manquent à l'appel, bilan à prendre avec le plus grand scepticisme, quoique les affrontements contre des ennemis en fuite soient toujours très meurtriers. Il reste assuré qu'en dépit d'une nette infériorité numérique, l'armée romaine remporte une nette victoire et inflige de lourdes pertes aux pontiques.

## Postérité

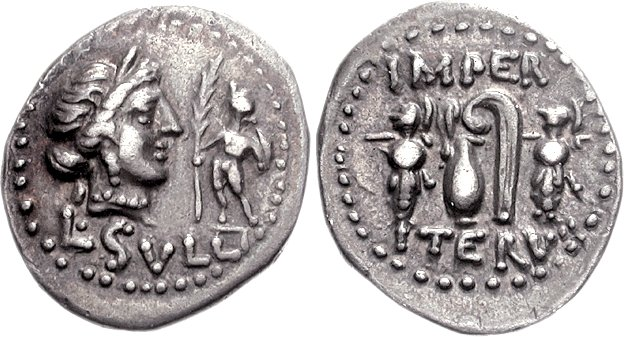
Denier de Sylla. Revers avec les deux trophées de Chéronée, et titre IMPER(ator) ITER(vm).

Les soldats de Sylla le saluèrent par acclamation du titre d'imperator, marque de reconnaissance d'une armée au chef qui l'a menée à la victoire. Ce titre n'est accordé selon la coutume romaine que dans Rome lors d'un triomphe, et possède une dimension religieuse, puisque les Dieux ont accordé la victoire des armes. Sylla s'écarte donc des pratiques républicaines, et insiste sur ce titre en le faisant figurer sur les monnaies que produisent son atelier monétaire de campagne. Sylla accentue l'aspect religieux de sa victoire en rendant grâce à Mars et à Jupiter, et en célèbrant un rituel destiné à détruire les forces mauvaises présentes dans les armes ennemies, qui sont entassées et brûlées. Enfin, il célèbre sa victoire par des jeux scéniques donnés à Thèbes devant les délégués des cités grecques.
Conformément à la coutume grecque, deux trophées ont été érigés pour commémorer cette victoire romaine. L’un d'eux a été retrouvé sur le mont Thourion, non loin du temple d’Apollon Thourion. Les inscriptions du trophée sont dirigées en l'honneur d'Arès, Niké et Aphrodite, à qui Sylla attribue sa victoire, plus qu’à son courage et à sa force. Le premier trophée fut, dit Plutarque, déposé « à l’endroit où les troupes d’Archélaos commencèrent à lâcher pied en direction du Morios », et le second, « placé à la cime du Thourion pour commémorer l’encerclement des barbares ». C’est sur ce second que se trouvent les deux noms des Chéronéens qui contribuèrent à la prise du Thourion.
Sylla n'en a pour autant pas fini avec la menace pontique : à l'automne 86 av. J.-C., il affronte une nouvelle armée à Orchomène et est de nouveau vainqueur.

## Sources antiques
- (grc + fr) Appien (trad. Philippe Remacle), Guerre mithridatique (lire en ligne).
- Plutarque, Vies parallèles [détail des éditions] [lire en ligne] « Vie de Sylla ».